# Seweryn Eisenberger
Seweryn Eisenberger   (Cracòvia, 25 de juliol de 1879 - Nova York, 11 de desembre de 1945) va ser un pianista de concerts, compositor i professor polonès.

## Biografia
Eisenberger va ser alumne de Heinrich Ehrlich a Berlín i de Theodor Leschetizky a Viena. Va debutar als 10 anys a Cracòvia amb una interpretació del Concert per a piano núm. 2 en si bemoll de Beethoven. Després d'establir-se als Estats Units el 1928, va ensenyar al Conservatori de Música del Cincinnati College i va continuar fent concerts activament. Eisenberger actuava sovint amb moltes de les principals orquestres del món, inclosa l'Orquestra de Cleveland. El 1931 va fer la primera interpretació d'aquesta Orquestra del Concert per a piano núm. 24 en do menor, K.491, de Mozart. Els seus concerts van incloure cicles notables de les 32 Sonates per a piano de Beethoven. La seva última aparició pública va ser el 1941 amb l'Orquestra de Cleveland sota la direcció d'Artur Rodziński, interpretant el Concert per a piano núm. 5', "Emperador", de Beethoven.
Diversos enregistraments en CD de la interpretació d'Eisenberger han estat publicats per Pearl and Arbiter Records, incloent-hi les interpretacions del Concert per a piano en la menor de Grieg i el Concert per a piano número 2 en fa menor de Chopin (enregistrat cap al 1938). Es diu que Eisenberger va interpretar el concert de Grieg sota la batuta del compositor. Allan Evans anomena Eisenberger "una figura distant que una vegada va ser un dels mestres de teclat més importants que van actuar per tota Europa Central i els Estats Units".
Diversos alumnes d'Eisenberger van aconseguir carreres distingides com a pianistes de concert, compositors i professors, com ara Lili Kraus, Heinrich Kaminski, Sylvia Straus Heschel, Herbert Haufrecht, Gertrude Ross, Jeanette Tillett, i Vivien Harvey Slater, la seva assistent docent fins al 1945, que més tard va enregistrar cinc discos LP de la música del professor de Leschetizky, Carl Czerny (Musical Heritage Society).
La filla d'Eisenberger era Agnes Eisenberger, directora d'artistes de concerts i editora de "The Brahms Notebooks".